# منتدى إنترنت

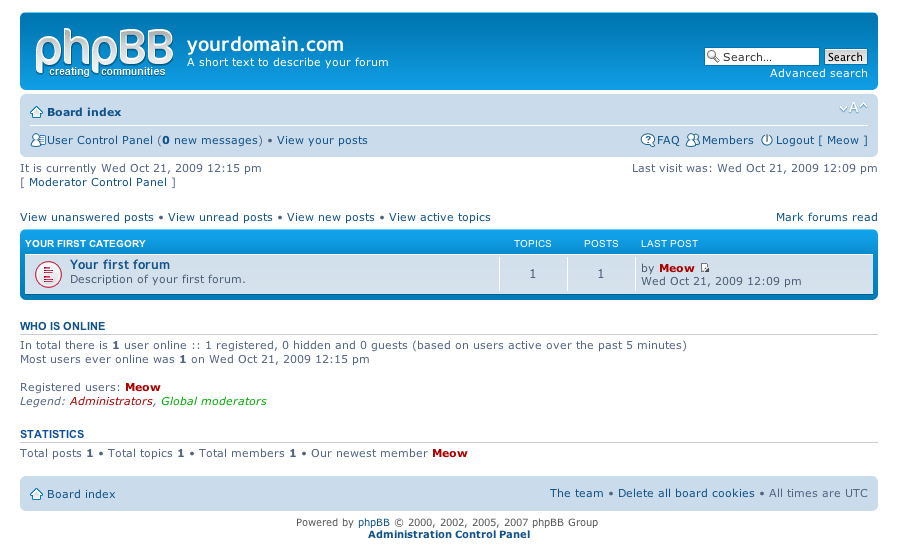
مثال

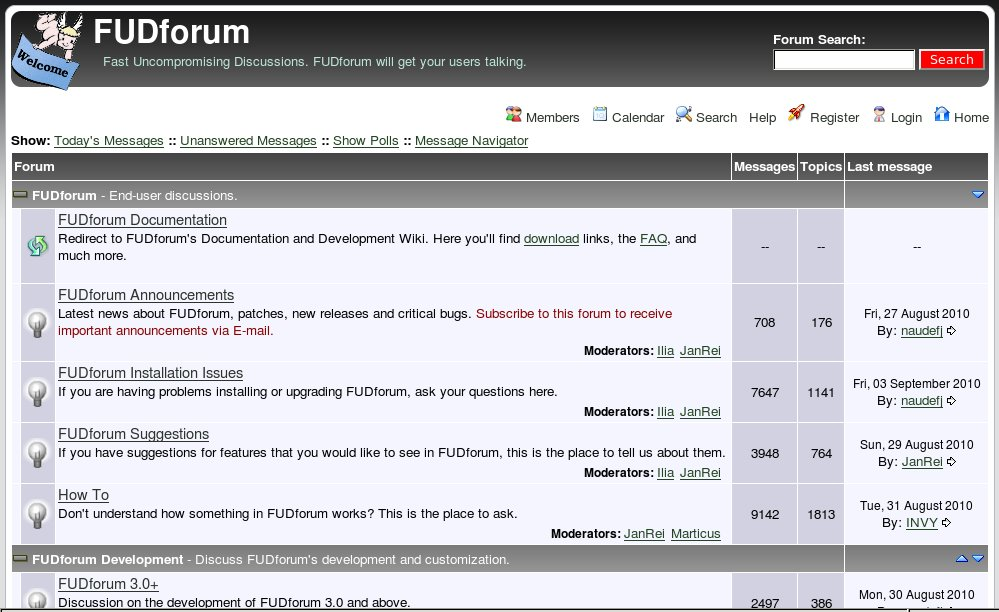
مثال آخر

المُنْتَدَىٰ أو المُلْتَقىٰ[بحاجة لمصدر] هو موقع على الإنترنت يجمع الأشخاص من ذوي الاهتمامات المشتركة ليتبادلوا الأفكار والنقاش. والمنتديات الحديثة ما هي الا تطوير لتقنية اليوز نت التي اندثرت.عرفت المنتديات الحديثة انتشارا اوسع بكثير من التقنية الأم اليوز نت. وهو اجتماع افتراضي في مكان واحد بخلاف دردشة الإنترنت التي هي تواصل افتراضي في مكان وزمان واحد، باعتبار المكان هو الصفحة.

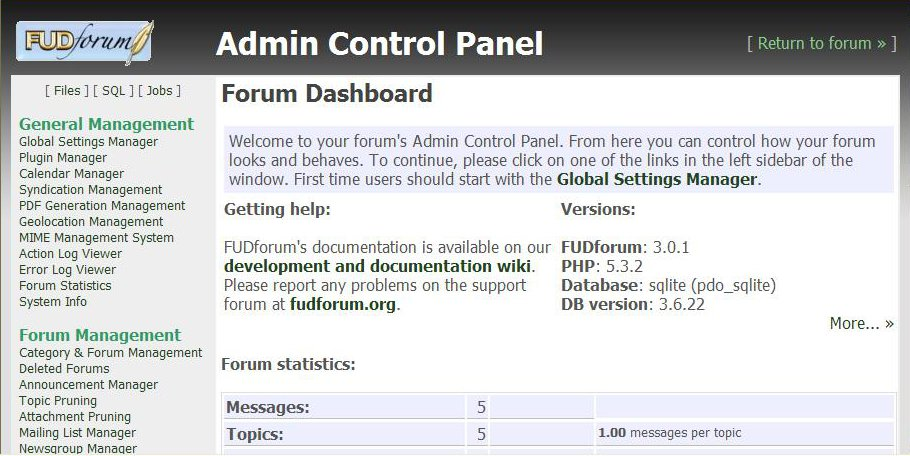
لوحة تحكم رئيسية لأحد المنتديات

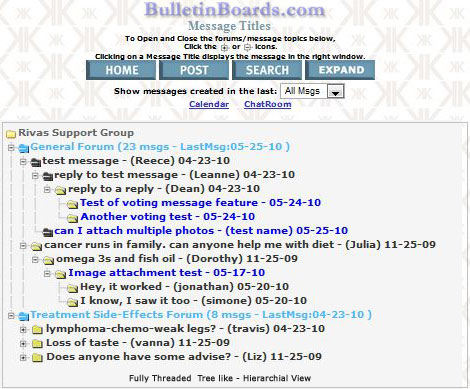
مثال منتدى في بولتين vBultin

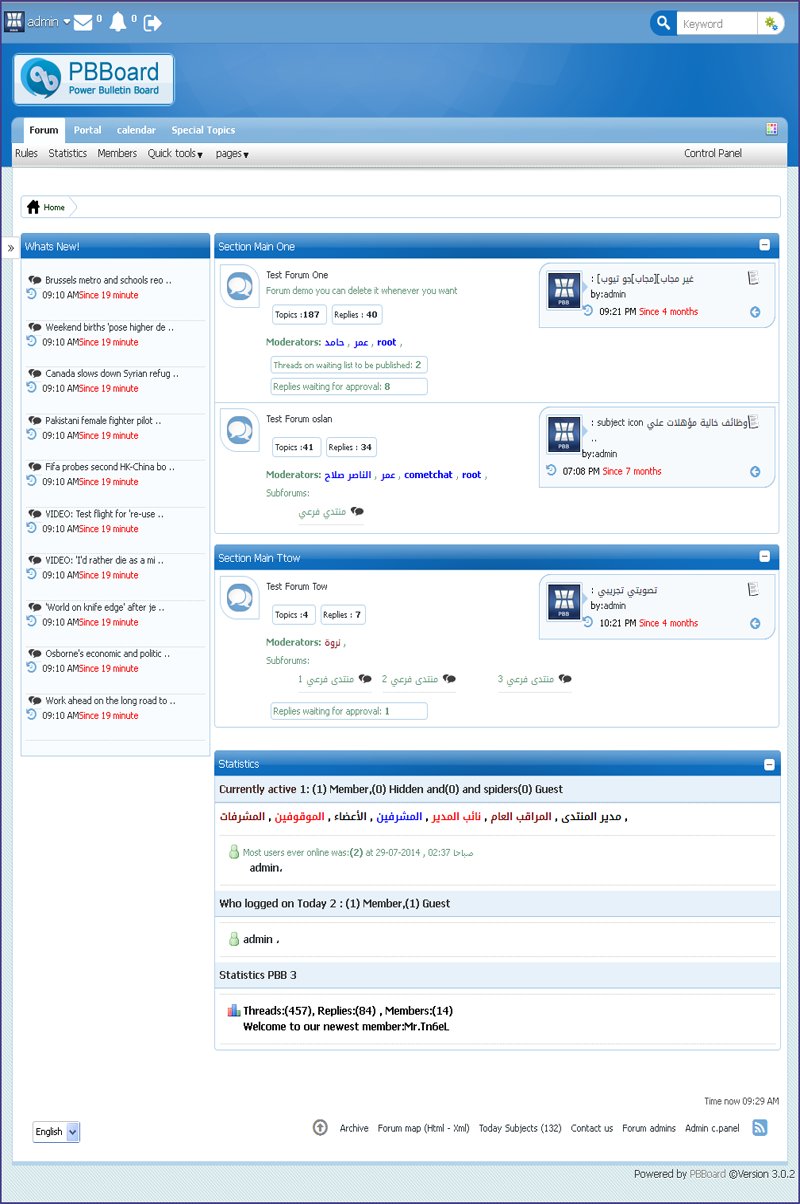
مثال منتدى بي بي بورد PBBoard

## طبيعة المنتديات
هو موقع على الإنترنت يتجمع الأشخاص من ذوي الاهتمامات المشتركة ليتبادلوا الأفكار والنقاش عن طريق إنشاء موضوع من قبل أحد أعضاء المنتدى، ومن ثم يقوم باقي الأعضاء بعمل مشاركات وردود داخل الموضوع للنقاش مع صاحب الموضوع.سواء بشكره على المعلومات التي قدمها بموضوعه أو نقده والتعليق على ما كتبه فيه.
وهو أشبه بالمنتدى على أرض الواقع

## التسمية
أتت تسمية المنتدى مترجمة من Forum وهي ساحة عمومية كانت تقام في كل مدينةرومانية، يتجمع فيها المواطنيون ليلقى عليهم الحاكم أو المسؤول خطبة. كما يتجمع فيها السكان للادلاء بأصواتهم للمرشحين لحكم المدينة أو البلاد.أما التسمية العربية فقد أتت من النادي أو الندوة فدار الندوة مثلاً كانت مكان تجمع وجهاء مكة وتداولهم في الأمور، واصل كلمه نادى أو ندوه في اللغة العربية هو نداء، حيث ينادى فيه الناس بمقاله أو أي شيء اخر.
وتسمى المنتديات بأسماء مختلفة وعادة ما تكون على اسم النطاق.

## مكونات المنتدى
يتكون المنتدى من:
- المسؤول أو المدير بالإنجليزية Admin بالفرنسية إدارة الأعمال: هو شخص أو حساب يتحكم بالمنتدى بكامله انطلاقاً من لوحة التحكم الرئيسية، والتي لا يمتلك صلاحية الدخول إليها سوى الأدمين أو هذا المدير، كما يمكنه إضافة وحذف وقبول أي عضو، ويمكنه تنسيق الموقع أو المنتدى كيفما أراد وبالشكل الذي أراد وتغييره في أي وقت، وهو من يمكنه نقل ملفات الموقع من استضافة لأخرى وتسديد فاتوراتها وشراء دومين او نطاق الموقع عندما تنتهي صلاحيته، إلى غير ذلك من المهام والوظائف التي يقوم بها المدير.
- المؤلفون هم أشخاص متفاعلون في المنتدى بالمواضيع أو ما يسمى المساهمات، كما يمكنهم إضافة أعضاء وقبول الزوار الذين أرادوا التسجيل وفتح حساب جديد في المنتدى، كما لا يمكنهم حذف عضو ولا حذف موضوع ولا الدخول للوحة التحكم الرئيسية، إلا أنه يمكنهم حذف الأعضاء والمواضيع بإذن من المدير أو المديرون إذا كان الموقع منشأ أو تابع لشركة ما.
- الأعضاء: مفرده عضو، وهم أشخاص يمكنهم التعليق على المواضيع المنشاة من طرف الآخرين وكذا إضافة مساهمات ويمتلكون حساب واحد من بروتوكول وبريد إلكتروني واحد.

لوحة التحكم: هي واجهة للتحكم في المنتدى خلف الكواليس ولا يمتلك صلاحية الدخول إليها سوى المدير.
واجهة المستخدم: هي الصفحة الرئيسية والصفحات الداخلية للمنتدى والتي تتكون من محتوى وتنسيق مرتب بلغة برمجية معينة ومعلومات تتغير بشكل تلقائي مبرمجة بلغة معينة مثل البي إتش بي PHP، إلى غير ذلك من الصور والألوان والنصوص.

## تقنيات تركيب المنتديات
هناك العديد من المنتديات، تختلف حسب التقنية المستعملة من طرف موفر الخدمة. أشهره هذه التقنيات هي:
- تقنية ال Discuz!.
- تقنية ال PBBoard.
- تقنية ال Phpbb.
- تقنية ال Invision power.
- تقنية ال Punbb.
- تقنية ال vBulletin.
- تقنية دهوك فوريم Duhok forum
- تقنية ال Star Forum.

بعض هذه التقنيات تقبل التركيب على استضافات مجانية والبعض الآخر لا يركب إلا إذا كان الشخص يملك سيرفر خاص به.كذلك فان بعض هذه التقنيات مجاني يمكن الحصول عليه بلا مقابل إذ ينطوي ضمن رخصة البرمجيات الحرة بينما أخرى لا يمكن الحصول عليها إلا بالمقابل، وهذا لأنها أكثر كفاءة واحترافيه وتحوي على مميزات أكثر.

## أنواع المنتديات
وتقسم المنتديات إلى نوعين فهناك المنتديات المتخصصة في نوع معين من المقالات أو المشاركات وذلك حسب الاختصاص العلمي أو الاهتمام الفكري أو التوجه الاجتماعي مثل منتديات الجامعة التي تعتبر متخصصة في التعليم عن بعد أو مايصطلح عليه تعليم الكتروني، وهناك المنتديات العامة التي لا تختص بشيء محدد وتقدم مواضيع بمجالات شتى.كما توجد منتديات تقبل المشاركة دون التسجيل وهذا النوع يعتبر صيحة في هذا المجال إذ يمكن لأي عضو على الإنترنت أن يشارك دون أن يسجل بالموقع.
يوجد كذلك نوع من المنتديات والتي تسمى منتديات خاصة، حيث لا يمكن أن يسجل فيها غير أشخاص معينين منتمين إلى منظمة أو جمعية أو مدرسة.
كما يوجد نوع من المنتديات المبسطة بالإنجليزية (micro forum) إذ لا يوجد بها أقسام ولا منتديات بل إن الصفحة الرئيسية تحتوي على مواضيع في شتى المجالات دون تصنيف.
توجد بعض المنتديات الإشهارية والتي تعمل على نشر المنتديات الأخرى وتسمى في الأغلب دلائل منتديات (دليل منتديات).

## أنواع المواضيع
هناك العديد من المواضيع تختلف حسب النوع نذكر منها
- الموضوع العادي: وهو موضع عادي يكتبه أي عضو يطرح فيه ما يشاء.
- الاستفتاء: وهو موضوع يمكن الزوار من التصويت لمعرفة آرائهم حول موضوع ما
- الموضوع المثبت: وهو موضوع مميز وهام جدا يتم تثبيته أي لا يمكن نقله بمرور الزمن إذ يبقى في أعلى الصفحة حتى يتسنى للجميع الاستفادة منه
- الإعلان: وهو في الأغلب مكتوب من قبل الإدارة ويكون نشره في جميع الأقسام والمنتديات بدون استثناء حتى يطلع الجميع على محتواه.

## المواضيع الخاصة بديسكاز
- الموضوع العادي: وهو موضع عادي يكتبه أي عضو يطرح فيه ما يشاء.
- الاستفتاء: وهو موضوع يمكن الزوار من التصويت لمعرفة آرائهم حول موضوع ما.
- موضوع الطلب: هو شبيه بجوجل إجابات يمكنك طرح طلب وبمبلغ نقاط معين وعليه يمكن اختيار أفضل اجابة ومنح النقاط إلى العضو الذ اجاب الطلب
- موضوع التجارة: هو موضوع لتقديم سلعة ما واظهار كافة التفاصيل عنها.
- موضوع تحدي: هو إنشاء تحدي بين منافس وخصم ويقوم الاعضاء بالانقاسم إلى دعم للمنافس ودعم للخصم في وقت محدد ثم ينتهي ويعلن من الفائز.

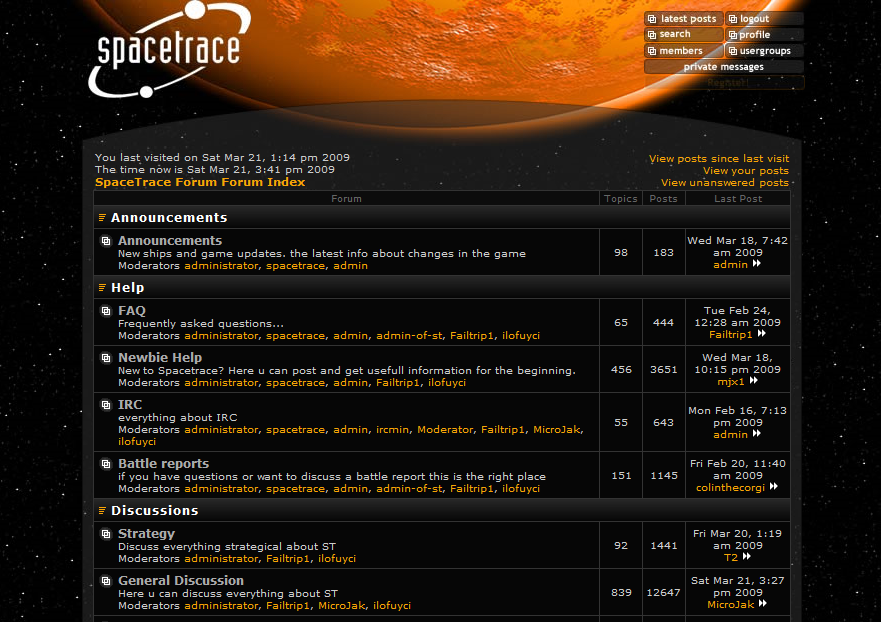
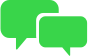
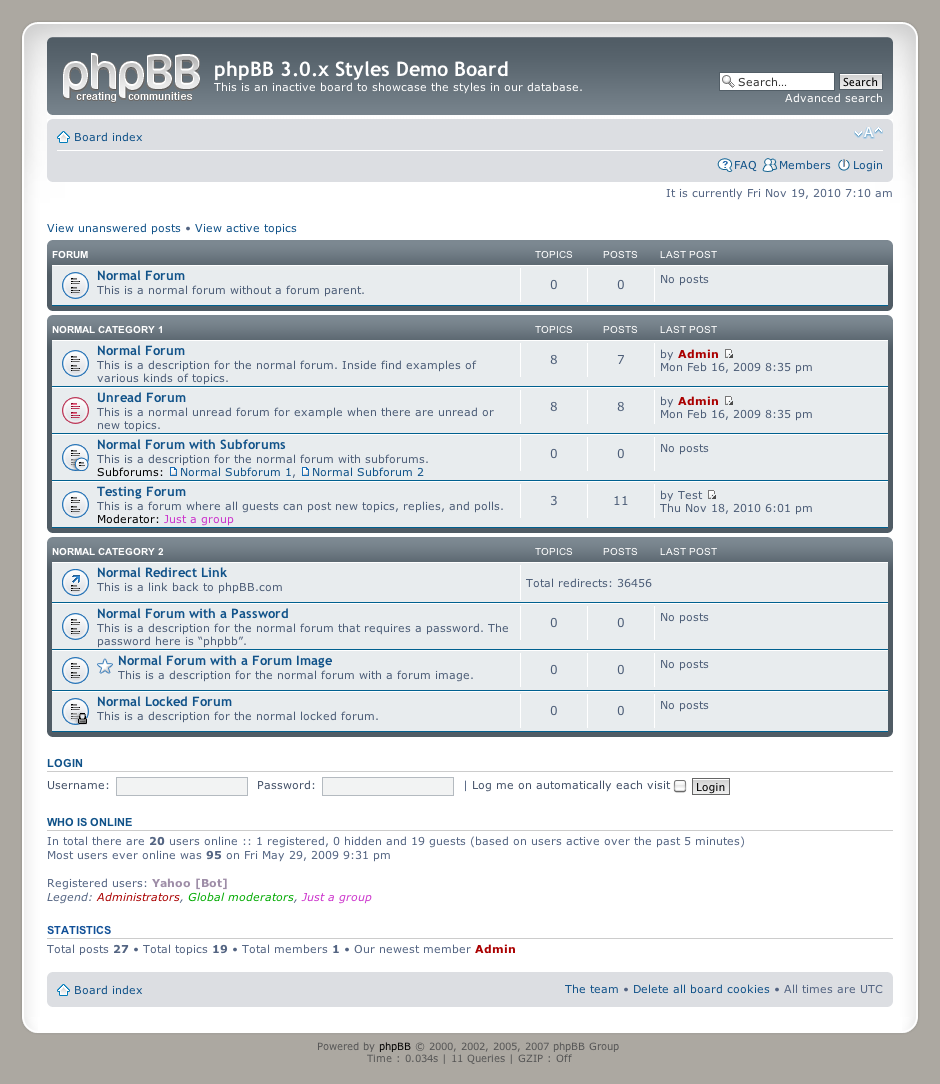

## اقرأ أيضاً
- مدونة.
- موقع ويب.
- إدمان الإنترنت.
- بي أتش بي بي.بي
- في‌بوليتين
- بي بي بورد
- آيس بي بي
- جماعة تشاور (إنترنت)